# Девід Вейр
Девід Вейр (англ. David Weir, нар. 10 травня 1970, Фолкерк) — шотландський футболіст, що грав на позиції захисника. По завершенні ігрової кар'єри — футбольний тренер. Наразі входить до тренерського штабу клубу «Рейнджерс».
Виступав, зокрема, за «Евертон» та «Рейнджерс», а також національну збірну Шотландії, разом з якою був учасником ЧС-1998.

## Клубна кар'єра
Професійну кар'єру футболіста Девід почав у шотландському клубі «Фолкерк» у 1992 році, після того, як повернувся на батьківщину з США, де закінчив університет міста Евансвілл. Після чотирьох років, проведених у складі «дітей», Вейр перейшов у «Гарт оф Мідлотіан», вигравши з «Гартс» кубок країни у 1998 році.
1999 року Девід переїхав у Англію, де продовжив свою футбольну кар'єру в «Евертоні». У складі «ірисок» Вейр грав протягом восьми років, ставши капітаном команди.
У 2007 році футболіст повернувся до Шотландії і приєднався до «Рейнджерс». У квітні 2009 року був обраний капітаном глазговців після того, як був позбавлений капітанської пов'язки Баррі Фергюсон. На початку 2012 року покинув «джерс» за обопільною угодою з клубом.
На початку лютого 2012 року футболіст недовгий час тренувався з «Шеффілд Юнайтед» для підтримки спортивної форми. 21 лютого 2012 року Вейр повернувся в «Евертон» і почав допомагати Алану Стаббсу тренувати резервний склад «ірисок». Крім того, Вейр був заявлений за «синіх» як гравець. Цим Девід і скористався в день свого повернення в ліверпульський клуб, вийшовши на поле в «міні-дербі» — матчі резервних складів «Евертона» та «Ліверпуля».. Того ж року повністю припинив виступи на професійному рівні й зосередився на тренерській роботі.

## Виступи за збірну
У складі «тартанової армії» Вейр дебютував 27 травня 1997 року в поєдинку, в якому шотландці грали проти Уельсу. Єдиний гол у національній команді Девід забив у ворота збірної Латвії 6 жовтня 2001 року.
Учасник світового чемпіонату 1998 року у Франції, провів на цьому турнірі два матчі — проти Марокко та Норвегії.
У 2002 році Вейр був відрахований зі складу збірної за критику головного тренера команди Берті Фогтса після відбіркового матчу до Євро-2004 з Фарерськими островами. Новий наставник шотландців, Волтер Сміт, у грудні 2004 року зумів умовити Девіда повернутися в національну команду.
6 вересня 2006 року зіграв 50-й матч у складі збірної. Сталося це в поєдинку проти Литви.
24 серпня 2010 року 40-річний Вейр був викликаний в збірну на відбіркові матчі до чемпіонату Європи 2012 з національними командами Литви і Ліхтенштейну. Зігравши 3 вересня у поєдинку з литовцями, Девід став найстаршим гравцем, який брав участь в офіційній зустрічі, за всю історію «тартанової армії».
Всього Вейр провів 69 матчів за національну команду, забив один гол. Чотири рази виводив шотландців на міжнародні матчі з капітанською пов'язкою.

## Кар'єра тренера
Після півторарічної роботи асистентом в академії «Евертона», влітку 2003 року Вейр був назначений на посаду головного тренера клубу «Шеффілд Юнайтед». Незважаючи на перемогу в першому офіційному матчі над «Ноттс Каунті» (2:1), в подальшому клубу не вдалось виграти жоден з наступних дванадцяти матчів, що призвело до зростаючого тиску з боку уболівальників клубу. Після того, як «Шеффілд» вдома програв «Гартлпул Юнайтед» і вилетів з розіграшу Трофея Футбольної ліги, Вейр був звільнений 11 жовтня 2013 року.
В грудні 2013 року став асистентом нового тренера «Брентфорда» Марка Ворбартона, разом з яким влітку 2015 року перейшов на роботу в «Рейнджерс», де продовжив виконувати обов'язки асистента.

## Титули і досягнення

### Командні
- Чемпіон Шотландії (3):

«Рейнджерс»: 2008–09, 2009–10, 2010–11
- Володар Кубка Шотландії (3):

«Гартс»: 1997–98
«Рейнджерс»: 2007–08, 2008–09
- Володар Кубка шотландської ліги (3):

«Рейнджерс»: 2007–08, 2009–10, 2010–11

### Особисті
- Гравець року за версією ШАФЖ: 2010